# Параллелизм (риторика)
Параллели́зм (др.-греч. παραλληλισμος — расположение рядом, соположение) — риторическая фигура, представляющая собой расположение тождественных или сходных по грамматической и семантической структуре элементов речи в смежных частях текста, создающих единый поэтический образ. Параллельными элементами могут быть предложения, их части, словосочетания, слова.

## Фольклор и древняя литература
Параллелизм широко распространён в фольклоре и древнеписьменных литературах. Во многих древнейших системах стихосложения он выступал как принцип построения строфы. В древнегерманском стихе средневековья параллелизм имеет большое значение и соединяется с аллитерацией, а также с рифмой.
Параллелизм широко используется в финском фольклорном стихе, в частности финском эпосе «Калевала», где он соединяется с обязательной градацией:

Шесть он зёрнышек находит

Семь семян он поднимает.

Параллелизм связан со структурой хорового действа — амебейной композицией. Фольклорные формы параллелизма широко используются в художественной (литературной) песне (нем. Kunstlied).

### Русский фольклор
В русской фольклористике термин «параллелизм» применялся не только для обозначения параллелизма в общепринятом смысле, но и в более узком. Этот термин обозначал «особенность поэтической композиции, заключающуюся в сопоставлении одного действия (главного) с другими (второстепенными), наблюдёнными во внешнем человеку мире».
Простейший тип параллелизма в русском фольклоре — двучленный:

Летал сокол по небу,

Гулял молодец по свету.

Предполагается, что из двучленного параллелизма развились более сложные типы. Многочленный параллелизм представляет собой несколько последовательных параллелей. Отрицательный параллелизм — такой, в котором параллель, взятая из внешнего мира, противопоставляется действию человека, как бы отрицает его:

Не белая берёзынька к земле преклоняется —

Красная девица батюшке кланяется.

В формальном параллелизме отсутствует (или утрачена) логическая связь сопоставления внешнего мира и человеческих действий:

Опущу колечко в речку,

А перчаточку под лёд,

Записались мы в коммуну,

Пускай судит весь народ.

## Библейские тексты
Параллелизм — популярный стилистический приём в поэтических текстах Ветхого Завета, особенно в Псалтири. Суть его сводится к тому, что два следующих друг за другом стиха, либо две половины одного стиха, излагают одну и ту же мысль, при этом вторая половина дополняет или уточняет высказанную в первой половине мысль другими словами (часто другими поэтическими образами, метафорами), отсюда принятый у библеистов термин лат. parallelismus membrorum, букв. параллелизм членов [грамматической конструкции].

Да направится молитва моя, как фимиам, пред лице Твое,

Воздеяние рук моих — как жертва вечерняя.
— Пс. 140:2

## Европейская литература
Письменные литературы более позднего времени заимствуют параллелизм из фольклора и древнеписьменных литератур. В частности, развитие параллелизма характерно для античной литературы. Под влиянием этого параллелизм основательно исследуется в античной риторике.
В европейской художественной литературе параллелизм усложняется: широко распространяется его соединение с анафорой, антитезой, хиазмом и другими фигурами.
Пример параллелизма с анафорой и антитезой: «Я царь — я раб — я червь — я Бог!» (Державин. Бог).
Часто в литературе воспроизводятся формы фольклора:

В синем небе звёзды блещут,

В синем море волны хлещут;

Туча по небу идёт,

Бочка по морю плывёт.
— Пушкин А. С. Сказка о царе Салтане

## Русская литература
Например:

Увижу ль я твой светлый взор?

Услышу ль нежный разговор?
— Пушкин А. С. Руслан и Людмила

Твой ум глубок, что море,

Твой дух высок, что горы
— Брюсов В. Китайские стихи